# Gata de Gorgos
Gata de Gorgos – gmina w Hiszpanii, w prowincji Alicante, we wspólnocie autonomicznej Walencja, o powierzchni 20,33 km². W 2011 roku liczyła 6327 mieszkańców.